# 東洋紡
东洋纺株式会社（TOYOBO CO., LTD.）是一家总部位于日本大阪市北區梅田的企业，主要从事纤维、生物技术和藥品的开发与制造。该公司在东京证券交易所上市，曾是日经平均指数的成分股。
东洋纺株式会社创立于1882年，曾是日本纺织业的代表企业之一，一度號稱是“六大纺”（东洋纺、日纺、钟纺、富士纺、日清纺、日东纺）之首。然而，目前该公司主要收入来源已经转向化工、生物、医药等非纺织業领域。